# Fernando García Herrera
Fernando Huesca (n. 1 de julio) es un
actor y cantante mexicano, originario de Martínez de la Torre, Veracruz y descendiente del actor, músico y compositor de la Época de Oro del cine mexicano don Andrés Huesca

## Biografía
Nació en Villa Independencia, congregación del municipio de Martínez de la Torre, Veracruz, un 1 de julio. Conocido artística mente como Fernando Huesca, es descendiente de familia de artistas, músicos, cantantes y actores Veracruzanos.
Inicia sus estudios artísticos en la ciudad de Xalapa, egresado de la facultad de teatro de la Universidad Veracruzana donde tubo a grandes maestros de la talla de Emilio Carballido, Fernando Torre Lapham, Martin Zapata, Laura Moss entre otros, debuta en teatro protagonizando el drama-musical El Divo Govanni y después de haber tomado talleres de actuación para cine, recibe su oportunidad en la pantalla grande, en la película, Chiles Xalapeños al lado de las actrices Irán Castillo y María Rebeca, largometraje dirigido por el cineasta Fabrizio Prada. Su carrera musical continúa, esta vez en el grupo Dualidad Musical del que fue fundador.

## Carrera artística
Debuta como cantante en la Ciudad de México, participando en un concurso de canto en las instalaciones de la XEW, en el programa TV de noche de Jorge Muñiz en donde obtuvo el 2° lugar, posteriormente continua su carrera como actor en montajes teatrales como "Brodway las Voces" y "Adiós mi Juventud", y en TV Educativa donde participa en varias cápsulas para el canal EDUSAT, continuó sus estudios de actuación, en el Instituto Andrés Soler de la Asociación Nacional de Actores y como cantante fue vocalista en varios grupos musicales versátiles, como Aliens Kumbia, Baluma Musical, Géminis Orquesta, Tráfico Band, Grupo SER, grupo Carisma, Los Clásicos y Son del Mambo, Saravah y Staccato. Participó en el programa juvenil de radio "RVP radio" perteneciente al sistema de transporte colectivo Metro en el área de dirección y producción, por lo cual acreditó como miembro de la asociación nacional de locutores y en el mundo del modelaje participó en el evento “Model and Model’s producido por la Asociación Nacional de Modelos y Edecanes dirigido por Model Factory.
Dentro de sus trabajos más destacados figuran la obra "El fantasma de Canterville", en donde compartió créditos al lado de actores de la talla de Pompin Iglesias tercero, Diana Golden, Gabriela Goldsmith, su debut en dirección escénica en el monólogo del escritor Manuel Cepeda "los Motivos de Gooyo", además de la obra infantil La Cenicienta, el drama juvenil "Atrapados", y el secuestro de Santa Claus, "Noche de Estrellas" donde obtiene el reconocimiento a la mejor interpretación por parte del gremio de actores al cual pertenece, la  Asociación Nacional de Actores, así como también un diplomado en actuación en el centro de capacitación artística de la misma Asociación teniendo  presentaciones en el teatro Jorge Negrete develando placa del musical "Que Planton" por Lolita Cortés y del drama "La Cocina" por Diana Bracho.
Para el 2017 lanza su primera producción discográfica bajo el sello del grupo empresarial Porrúa y Snake and Eagle México, contando con un tema inédito del cantante y compositor Felipe Gil, actualmente conocido como Felicia Garza, el cual será distribuido en 2018,

## Filmografía

### Cine
| Año  | Película         |
| ---- | ---------------- |
| 2008 | Chiles Xalapeños |
| 2012 | Bésame mucho     |
| 2014 | Noche de ronda   |

### Televisión
| Año  | programa    |
| ---- | ----------- |
| 2009 | tv de noche |
| 2010 | edusat      |

### Teatro
| Año  | obra                                  |
| ---- | ------------------------------------- |
| 2007 | El Divo Giovanni                      |
| 2007 | Dulces Compañías                      |
| 2008 | Brodway las Voces                     |
| 2008 | Adiós mi Juventud                     |
| 2009 | Casa Muerta                           |
| 2010 | La verdad Sospechosa                  |
| 2010 | La Tempestad                          |
| 2011 | La Paradoja del Castrato              |
| 2011 | El Médico a Palos                     |
| 2011 | El fantasma de Canterville            |
| 2011 | Aulas en Guerra                       |
| 2011 | Obras cortas de Juan Rulfo            |
| 2012 | Los Motivos de Goyo                   |
| 2012 | La Cenicienta                         |
| 2012 | Atrapados                             |
| 2012 | Al Rescate de Santa Claus             |
| 2012 | Huele a Diablos                       |
| 2013 | La Bella y la Bestia                  |
| 2013 | Backyardigans                         |
| 2013 | Equidad                               |
| 2013 | El anfitrión                          |
| 2013 | Águila o Sol                          |
| 2014 | Las Brujas de Salem                   |
| 2014 | Teatroconferencias                    |
| 2014 | Noche de Estrellas                    |
| 2015 | Los Locos de Valencia                 |
| 2015 | Fantasias                             |
| 2015 | "La Cocina"                           |
| 2015 | Que Plantón"                          |
| 2015 | El Espiritu de Nezahualcoyotl"        |
| 2016 | El Nuevo Fantasma de Canterville      |
| 2016 | Juventud Adios                        |
| 2016 | Culpable Yo?                          |
| 2016 | Culpable Yo?                          |
| 2017 | Bellas de Noche                       |
| 2018 | Corazones al aire" (preproducción)    |
| 2018 | Bar 3XY(preproducción)                |
| 2022 | pastorela tlapacoyense                |
| 2022 | Las tres muertes de Marisela Escobedo |

## Discografía
| Año    | Título                                      | Discográfica                               |
| "2018" | fernando huesca contrastes (sencillo 5 RPM) | Grupo Rodrigo Purrua S.A. DE C.V. (México) |

## Reconocimientos
| Año  |                                                                                               |
| ---- | --------------------------------------------------------------------------------------------- |
| 2009 | Reconocimiento por su labor Actoral por el Instituto Mexicano de la Juventud                  |
| 2009 | Reconocimiento por su labor artística por parte de la delegación Cuahutémoc                   |
| 2010 | Reconocimiento como modelo por la Asociación Nacional de Modelos y Edecanes de México         |
| 2011 | Reconocimiento por su labor Actoral por la CEPRAJ                                             |
| 2014 | Reconocimiento por su labor Actoral por la ANDA                                               |
| 2017 | Reconocimiento como jurado en el encuentro de canto por el SUITCOBAEV                         |
| 2018 | Galardón de Honor como cantante por plaza Galerías de las Estrellas y Paseo de las luminarias |